# Ludovic Piette
Ludovic Piette-Montfoucault (n. 11 mai 1826, Niort, Poitou-Charentes, Franța – d. 14 aprilie 1878, Paris, Franța) a fost un pictor impresionist francez.

## Biografie
El provenea dintr-o familie a nobilimii mici, iar tatăl său era grefier în Melleray. Primele sale lecții de artă au venit de la pictorii academicieni Thomas Couture și Isidore Pils. În timp ce studia alături de Couture, l-a întâlnit pe Édouard Manet, care deja experimenta cu noi stiluri. Apoi, în timp ce se afla la Académie Suisse⁠(d), a devenit prieten bun cu Camille Pissarro care, deși mai tânăr decât el, va avea o influență decisivă asupra operei lui Piette. El și alți prieteni ai lui Pissarro pictau adesea împreună, în aer liber. În 1857, a avut prima sa expoziție la Salon⁠(d). Se spune că a primit o comandă de la Napoleon al III-lea pentru a oferi decorațiuni pentru apartamentele împărătesei Eugenie, dar nu există nicio înregistrare oficială în acest sens.
În 1864, din cauza sănătății precare (posibil cancer), el și soția sa s-au stabilit la ferma familiei sale, pe care o moștenise după moartea tatălui său, lângă Lassay-les-Châteaux, în Bretania. În acel moment, a început să-i scrie regulat lui Pissarro, a cărui corespondență este o înregistrare importantă a anilor de formare ai impresionismului, o perioadă cu puțină altă documentare. În timp ce locuia acolo, a lucrat în consiliul municipal ca parte a fracțiunii conservatoare liberale.
Ca și în cazul multor impresioniști, el tindea să se concentreze pe peisaje cu personaje și peisaje urbane. Printre zonele sale preferate pentru pictură au fost Pontoise și Louveciennes⁠(d). În 1877, la invitația lui Pissarro, a participat la a treia expoziție impresionistă. După moartea sa, o retrospectivă a operei sale a fost prezentată la cea de-a patra expoziție din 1879. O stradă din Pontoise poartă numele în onoarea lui.

## Picturi (selecție)

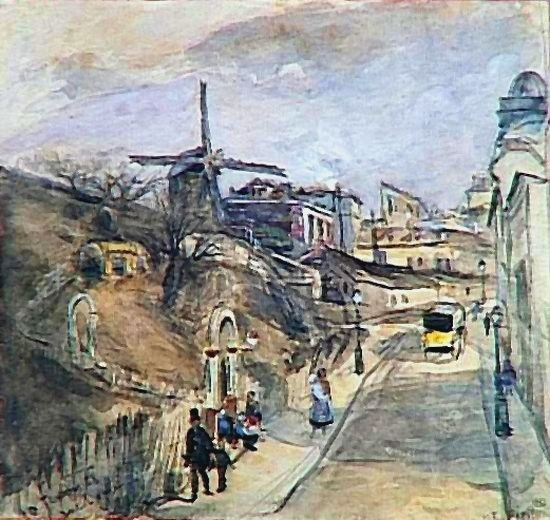
Moulin de la Galette⁠(d) (1860)
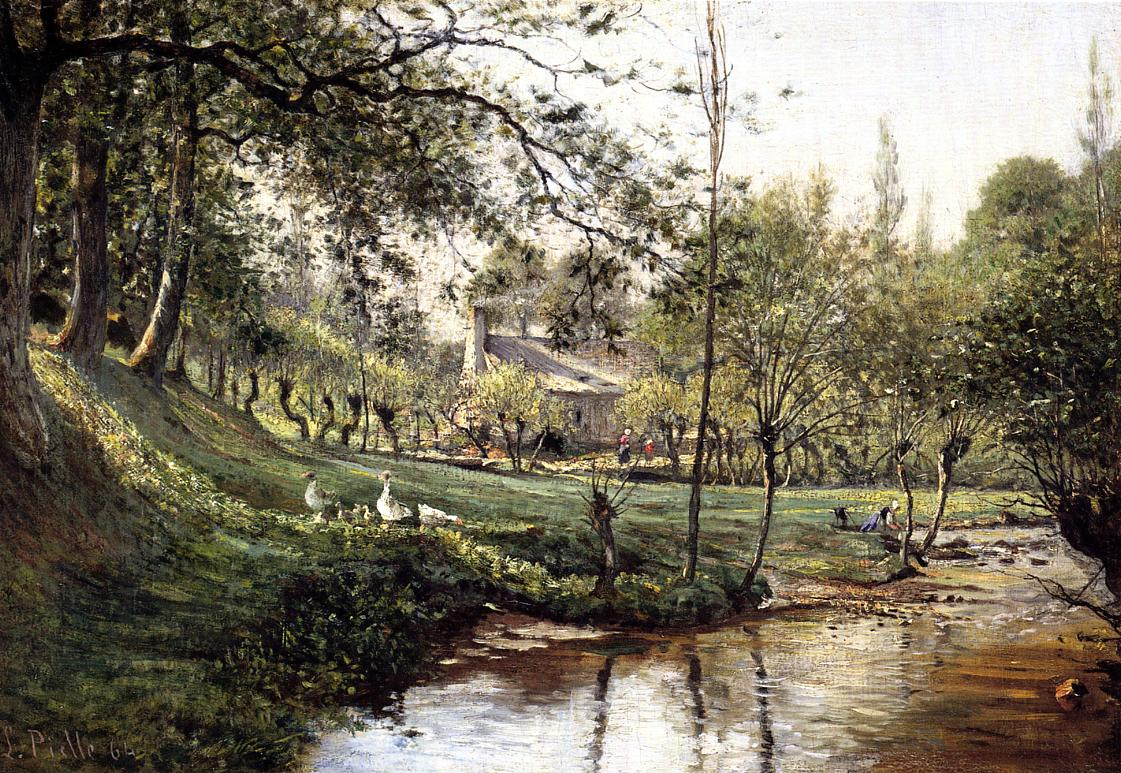
Peisaj cu spălătorie (1864)
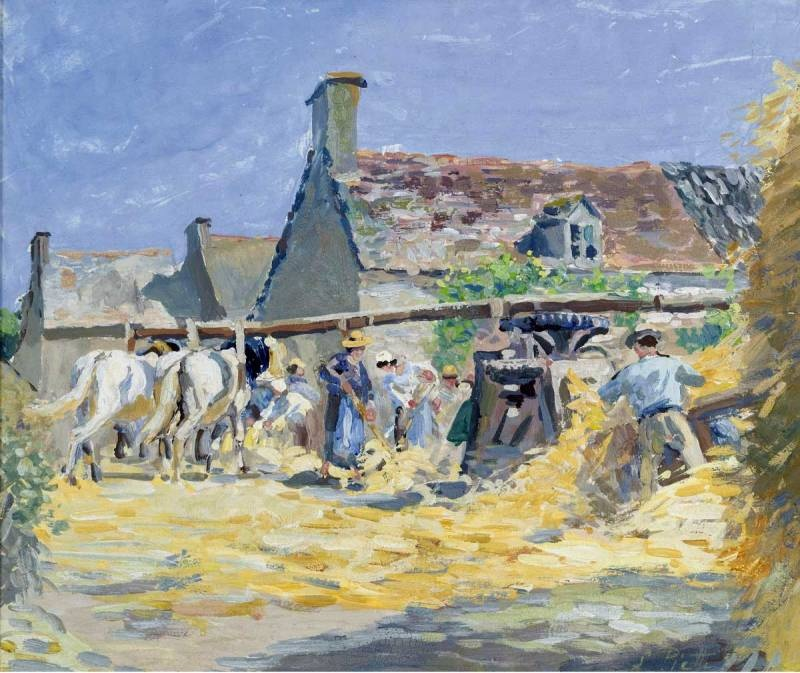
Mutarea fânului (1876)
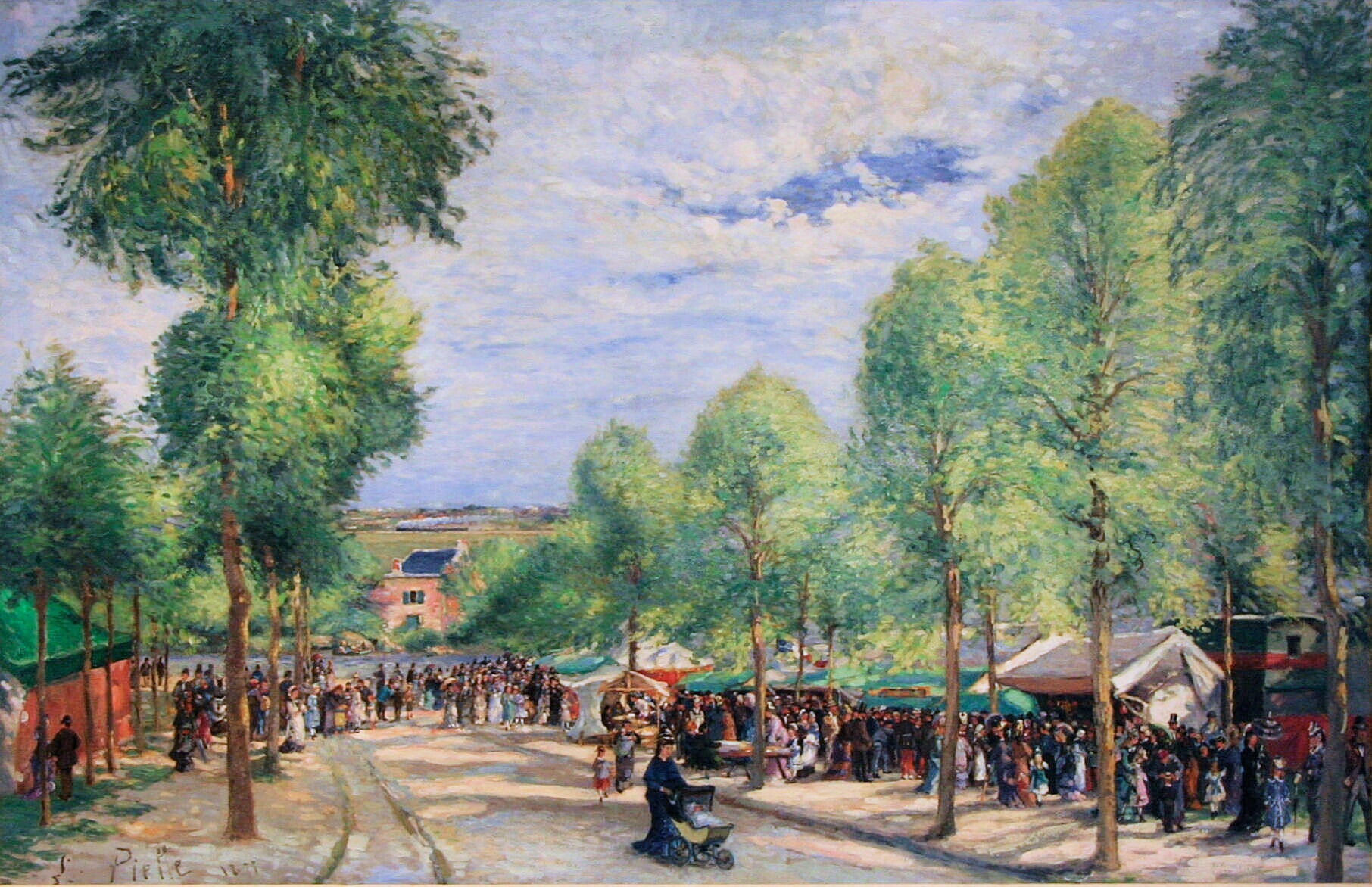
Festival de pe Boulevard des Fossés din Pontoise (1877)